# Andrea Lundgren

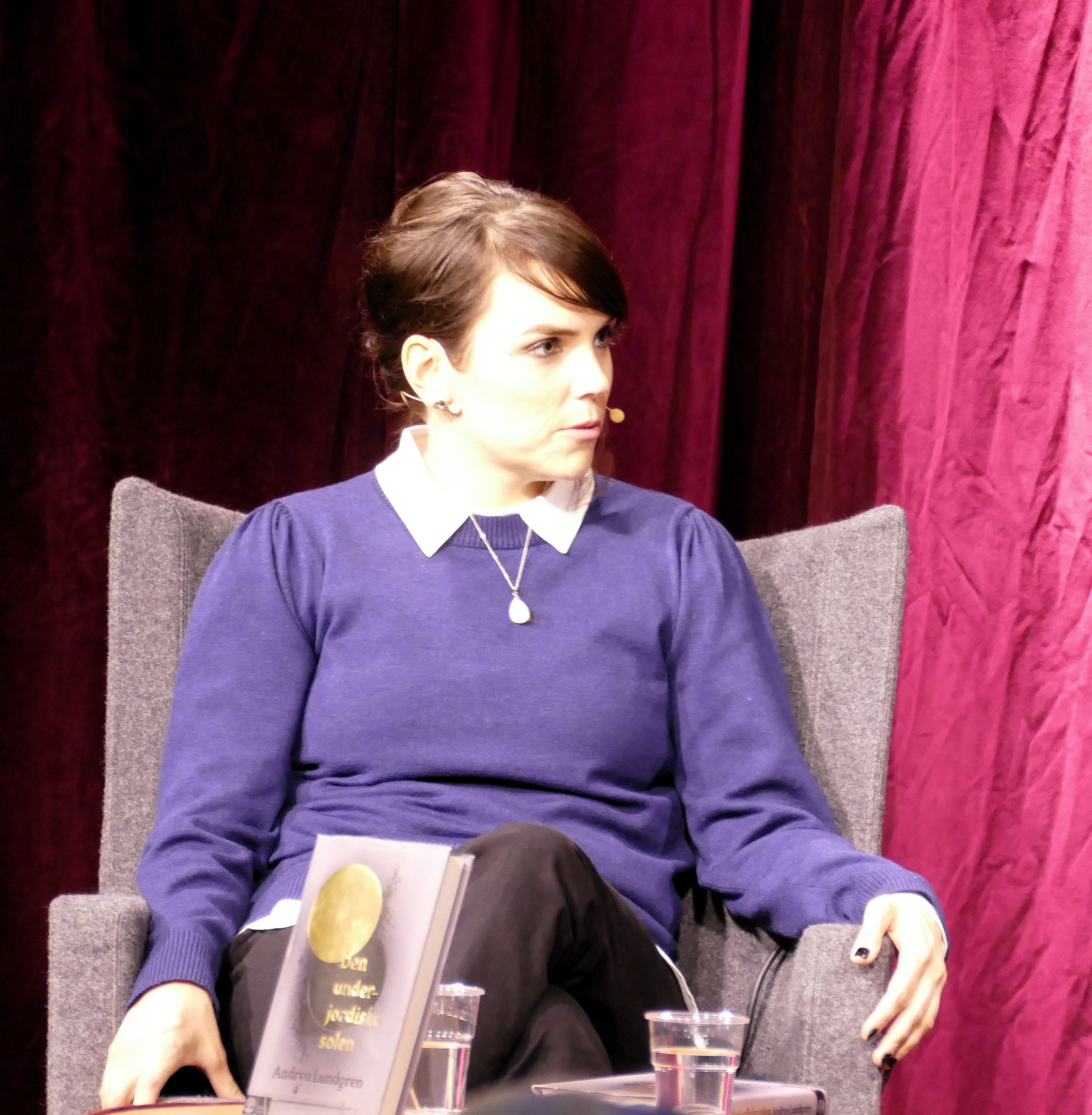
Andrea Lundgren (2022)

Andrea Lundgren (* 19. September 1986 in Vittjärv, Gemeinde Boden, Provinz Norrbottens län) ist eine schwedische Schriftstellerin und Literaturkritikerin.

## Leben
Lundgren wuchs im Tätort Vittjärv der Gemeinde Boden auf. Mit achtzehn Jahren, nach Abschluss des Gymnasiums, zog sie nach Stockholm und arbeitete an einer Schreibschule. 2010 debütierte sie mit dem Roman I tunga vintrars mage. Mit Unterstützung eines Stipendiums des Schwedischen Schriftstellerverband bereiste sie 2011 Südamerika, um neue Anregungen für ihr Schreiben zu finden. 2014 erschien ihr zweiter Roman Glupahungern. 2015 wurde Lundgrens Novelle Bedragaren für den Novellenpreis von Sveriges Radio nominiert. Beeinflusst wird ihr Schreiben sowohl von alten Mythen als auch modernen Autoren wie Birgitta Trotzig oder Virginia Woolf. 2018 wurde ihr drittes Buch Nordisk fauna mit sechs Tiernovellen veröffentlicht, das mit dem Literaturpreis der Zeitschrift Vi ausgezeichnet wurde.
Neben ihrer schriftstellerischen Tätigkeit arbeitet sie im Buchhandel sowie als Lehrerin für kreatives Schreiben. Sie betreibt den Literaturpodcast „Skogarna“. Zusammen mit ihrer Tochter sowie ihrem Lebensgefährten und Illustrator Olle Forsslöfs wohnt sie in Stockholm.

## Werke
- 2010: I tunga vintrars mage, Roman
- 2014: Glupahungern, Roman
- 2018: Nordisk Fauna, Novellen

## Preise und Auszeichnungen
- Tidningen Vi:s litteraturpris (2018)